# فلورین تازندفاند
فلورین تازندفاند (انگلیسی: Florian Tausendpfund؛ زادهٔ ۵ ژانویهٔ ۱۹۸۷) بازیکن فوتبال اهل آلمان است.
از باشگاه‌هایی که در آن بازی کرده‌است می‌توان به باشگاه فوتبال اس‌وی زاندهاوزن، باشگاه فوتبال مونیخ ۱۸۶۰، و باشگاه فوتبال هایدنهایم اشاره کرد.